# Saint-Félix-de-Bourdeilles
Saint-Félix-de-Bourdeilles (okzitanisch Sent Feliç de Bordelha) ist eine französische Gemeinde im Département Dordogne in der Region Aquitanien. Sie hat 70 Einwohner (Stand 1. Januar 2022) und gehört zum Kanton Brantôme en Périgord im Arrondissement Nontron. Zuständiger Gemeindeverband ist die Communauté de communes Dronne et Belle. Die Gemeinde bildet Teil des Regionalen Naturparks Périgord-Limousin. Die Einwohner werden als Saint Féliciens bzw. Saint Féliciennes bezeichnet.

## Etymologie
Die Gemeinde ist nach dem Heiligen Felix benannt, es ist aber nicht ersichtlich, welcher Felix gemeint ist. Der Zusatz bezeichnet die Gemeinde Bourdeilles.

## Geographie
Saint-Félix-de-Bourdeilles, manchmal auch als Saint-Félix-de-Mareuil bezeichnet, liegt neun Kilometer nordwestlich von Brantôme und 14 Kilometer südwestlich von Nontron. Die kleine Gemeinde wird von folgenden Gemeinden umgeben:
| Monsec (jetzt Mareuil en Périgord)               |                                             | Saint-Crépin-de-Richemont (jetzt Brantôme en Périgord) |
|                                                  | Kompassrose, die auf Nachbargemeinden zeigt |                                                        |
| Léguillac-de-Cercles (jetzt Mareuil en Périgord) |                                             | La Gonterie-Boulouneix (jetzt Brantôme en Périgord)    |

Neben dem Ortskern besteht die Gemeinde aus folgenden Weilern, Gehöften, einer Mühle und einem Schloss:
Château Mondevit, Combaronie, La Berterie, La Cotencie, La Monerie, Le Brouillac, Le Creyssac, Le Moulin de la Berterie und Maison Neuve.
Topographisch tiefster Punkt des Gemeindegebiets mit 116 Metern über dem Meer befindet sich südlich vom Anwesen La Cotencie, hier verlässt der Boulou das Gemeindegebiet. Der höchste Punkt mit 227 Metern liegt südlich vom Weiler Pontarnaud (Gemeinde Monsec). Die maximale Höhendifferenz beträgt somit 111 Meter, die durchschnittliche Meereshöhe 172 Meter. Das Rathaus befindet sich auf 186 Meter.

### Verkehrsanbindung
Der Ortskern von Saint-Félix-de-Bourdeilles liegt knapp einen Kilometer nordöstlich der Hauptverkehrsader D 939 von Angoulême nach Périgueux, die von Nordnordwest nach Südsüdost das Gemeindegebiet quert. Er kann über zwei linksseitige Abzweige von der D 939 aus erreicht werden. Rechtsseitig zieht der erste Abzweig jedoch in das Tal des Ruisseau de Jallieu und stellt eine Verbindung zu den Weilern Le Brouillac und La Monerie her. Er leitet dann weiter nach Léguillac-de-Cercles. Über den zweiten rechtsseitigen Abzweig werden die Weiler Le Creyssac und La Cotencie angesteuert. Entlang der Nordwestgrenze der Gemeinde führt die D 84 von Nontron nach Verteillac vorbei. Eine Kommunalstraße im Norden verbindet sie mit dem etwas unterhalb gelegenen Ortskern.

### Bodenbedeckung

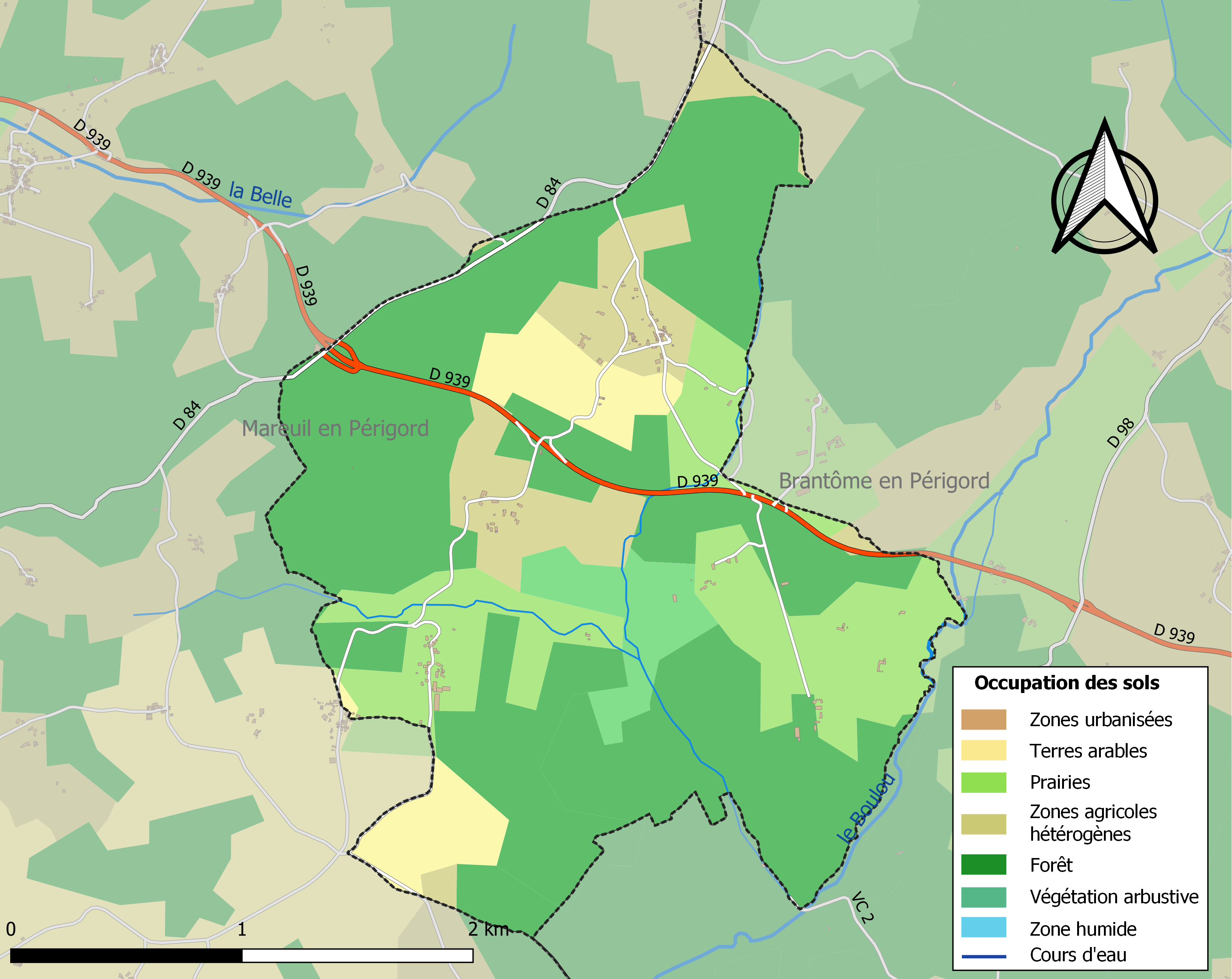
Bodenbedeckung in Saint-Félix-de-Bourdeilles

Die Bodenbedeckung der Gemeinde Saint-Félix-de-Bourdeilles schlüsselt sich im Jahr 2018 gemäß der europäischen Datenbank CORINE Land Cover (CLC) wie folgt auf:
- heterogene landwirtschaftliche Nutzung – 11,2 %
- Wälder – 57,6 %
- Wiesen – 19,4 %
- Ackerland – 7,3 %
- Buschwerk – 4,5 %.

Die forstwirtschaftliche Nutzung steht im Vordergrund. Der Anteil der forstwirtschaftlichen Nutzflächen (Wälder und Buschwerk) ist seit 1990 mit 62,1 % gleich geblieben.

## Klima
Saint-Félix-de-Bourdeilles besitzt ein abgeschwächtes ozeanisches Klima mit gemäßigtem Sommer (Cfb nach Köppen und Geiger), das sich durch folgende Parameter auszeichnet:
| Klimaparameter im Zeitraum 1971–2000 - Jahresmittel: 12,2 °C - Anzahl der Tage unter −5 °C: 3,5 - Anzahl der Tage oberhalb 30 °C: 7,0 - Maximum im Tages-Temperaturunterschied: 14,8 °C - Jahresniederschlag: 1001 mm - Niederschlagstage im Januar: 12,8 - Niederschlagstage im Juli: 7,1 |

Durch den Klimawandel zeichnen sich Erhöhungen im Jahresmittel ab, die sich bereits auch bemerkbar machen. So ist beispielsweise an der 63 Kilometer entfernten Wetterstation in Bergerac das langjährige Jahresmittel von 13,2 °C für 1971–2000 über 13,1 °C für 1981–2010 auf 13,3 °C für 1991–2020 angestiegen – ein Zuwachs um 0,1 °C innerhalb von 20 Jahren.

## Hydrographie

Hydrographische Karte von Saint-Félix-de-Bourdeilles

Der Südteil der Gemeinde wird vom Ruisseau le Jallieu entwässert, einem rechten Seitenbach des Boulous. Der Bach fließt anfangs nach Osten, dreht aber nach linksseitiger Aufnahme des Ruisseau la Paulette nach Südsüdost ab. Der nördliche Teil der Ostgrenze der Gemeinde zu Saint-Crépin-de-Richemont wird vom Ruisseau la Paulette gebildet, der südliche Teil zu Saint-Crépin-de-Richemont und La Gonterie-Boulouneix vom Boulou, der nach Südwesten zieht.
Der Boulou und seine Nebenflüsse bilden Teil des Flusssystems Isle-Dronne.
Die Gesamtlänge des Entwässerungsnetzes der Gemeinde Saint-Félix-de-Bourdeilles beträgt 6 Kilometer.

## Geologie

Geologische Karte von Saint-Félix-de-Bourdeilles

Die Gemeinde Saint-Félix-de-Bourdeilles wird vollständig von Sedimenten des nordöstlichen Aquitanischen Beckens unterlagert.
Die flachliegende Schichtfolge beginnt mit Rudistenkalken des Angoumiens (Turonium). Aufgeschlossen ist Unteres Angoumien (Formation c3b) am Unterlauf des Ruisseau la Paulette, Oberes Angoumien (Formation c3c) säumt den Ruisseau le Jallieu. Darüber folgen harte Fossilkalke des Coniaciums (Formation c4). Das Coniacium nimmt den größten Teil des südlichen Gemeindegebiets ein. Auf dem Coniacium liegt Santonium. Das Santonium besteht aus grauen, Glaukonit-führenden Kalken des Unteren Santoniums (aufgeschlossen bei Le Brouillac und bei Le Creyssac – Formation c5a) sowie aus den Austernschill enthaltenden Mergelkalken des Oberen Santoniums (südlich von Le Brouillac – Formation c5b-c). Im Nordteil der Gemeinde und südlich von La Monerie legen sich über die Oberkreidesedimente alluviale Sedimente des Eozäns oder Unteren Oligozäns (Formation H-F). Sie werden als nach Südwesten ziehender Schwemmfächer gedeutet. Diese Sedimente sind stellenweise konglomeratisch ausgebildet und führen gerundete Quarz- und verkieselte Arkosegerölle. Die Bereiche in der Nähe des Ortskerns werden von pleistozänem Kolluvium verhüllt (Formation AC). In den Talungen des Boulous und seiner rechten Seitenarme liegt holozänes Alluvium (Formation K).
Zwei Äste der Mareuil-Störung queren das Gemeindegebiet in Ostsüdost- und in Südost-Richtung. Es handelt sich hier um Ausläufer der Mareuil-Antiklinale. Sie bewirken ein treppenartiges Anheben der mittleren und südlichen Scholle um jeweils 30 Meter.

## Naturrisiken

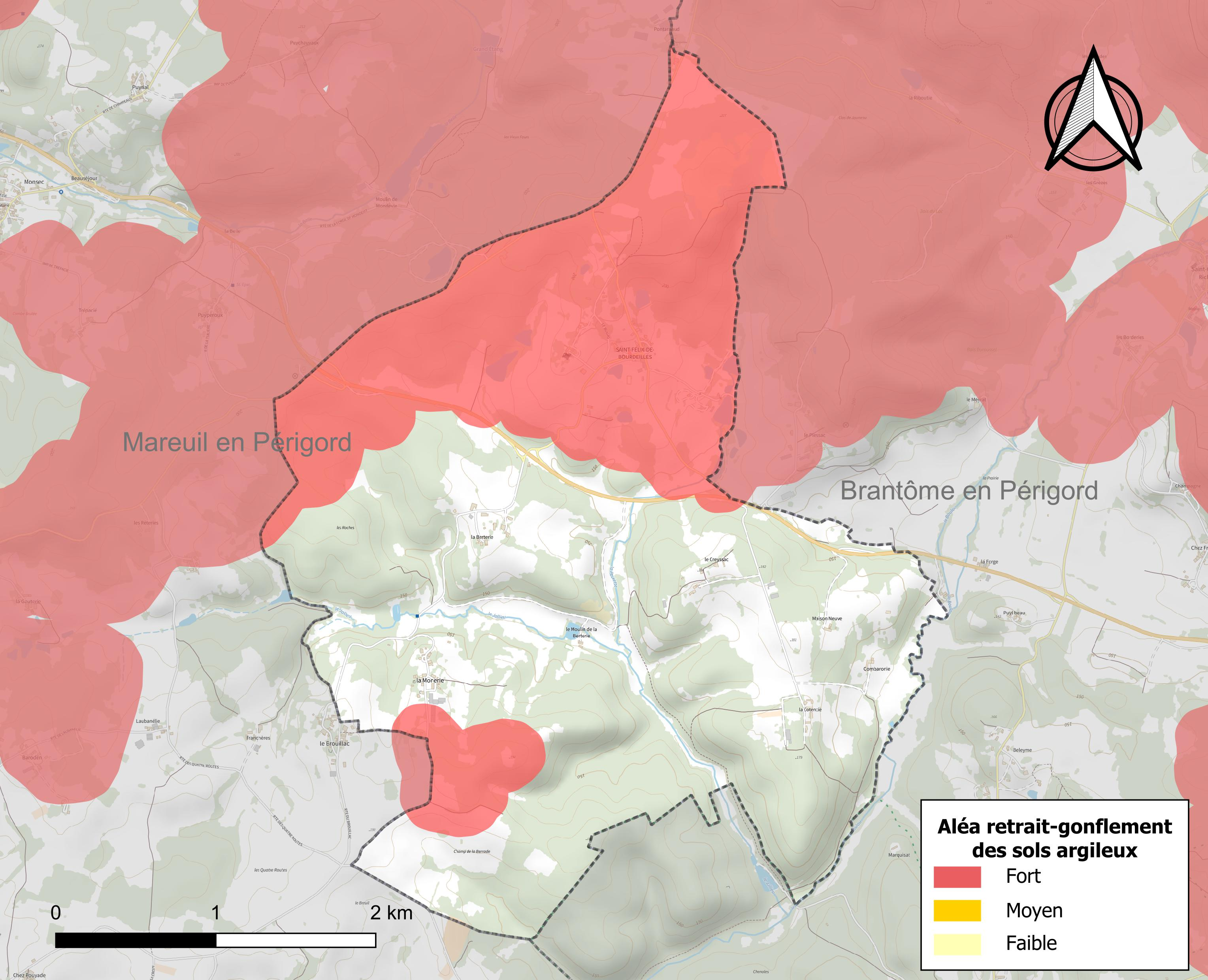
Risikokarte des Quellungs/Schrumpfungsverhältnisses von Tonmineralen in Böden für Saint-Félix-de-Bourdeilles

Naturrisiken manifestieren sich in Saint-Félix-de-Bourdeilles als
- Überschwemmungen und den mit ihnen assoziierten Schlammströmen und Hangrutschungen in den Talungen des Boulous und seiner Seitenarme
- Dürren
- Stürme
- Bodensetzungen.

In den Jahren 1982, 1983 und 1999 kam es aufgrund erhöhter Niederschläge zu größeren Bodenbewegungen und Rutschungen.
Ein Dürrejahr war 2003 mit erhöhter Waldbrandgefahr. Der heiße Sommer von 2003 machte insbesondere alten Menschen schwer zu schaffen.
Ein herausragendes Wintersturmereignis war das Sturmtief Martin im Dezember 1999, das enorme Schäden an den Wäldern und auch an der Infrastruktur hinterließ. Die Zerstörungen in den Wäldern sind selbst im Jahr 2022 noch zu erkennen.
Wie die Risikokarte zeigt, ist Saint-Félix-de-Bourdeilles von der Gefahr durch Bodensetzungen gebietsweise stark betroffen, die Gefahren konzentrieren sich hierbei auf Böden in plio-pleistozänen Lockersedimenten im Norden und südlich von La Monerie.
Die Erdbebengefahr ist als relativ niedrig einzustufen, am Westrand des Massif Central sind nur recht seltene Beben der Stärke 3 auf der Richterskala bekannt. Dennoch ist sie auch in den Sedimenten des nördlichen Aquitanischen Beckens vorhanden, wie Beben auf Oleron vor Augen führen.

## Ökologie

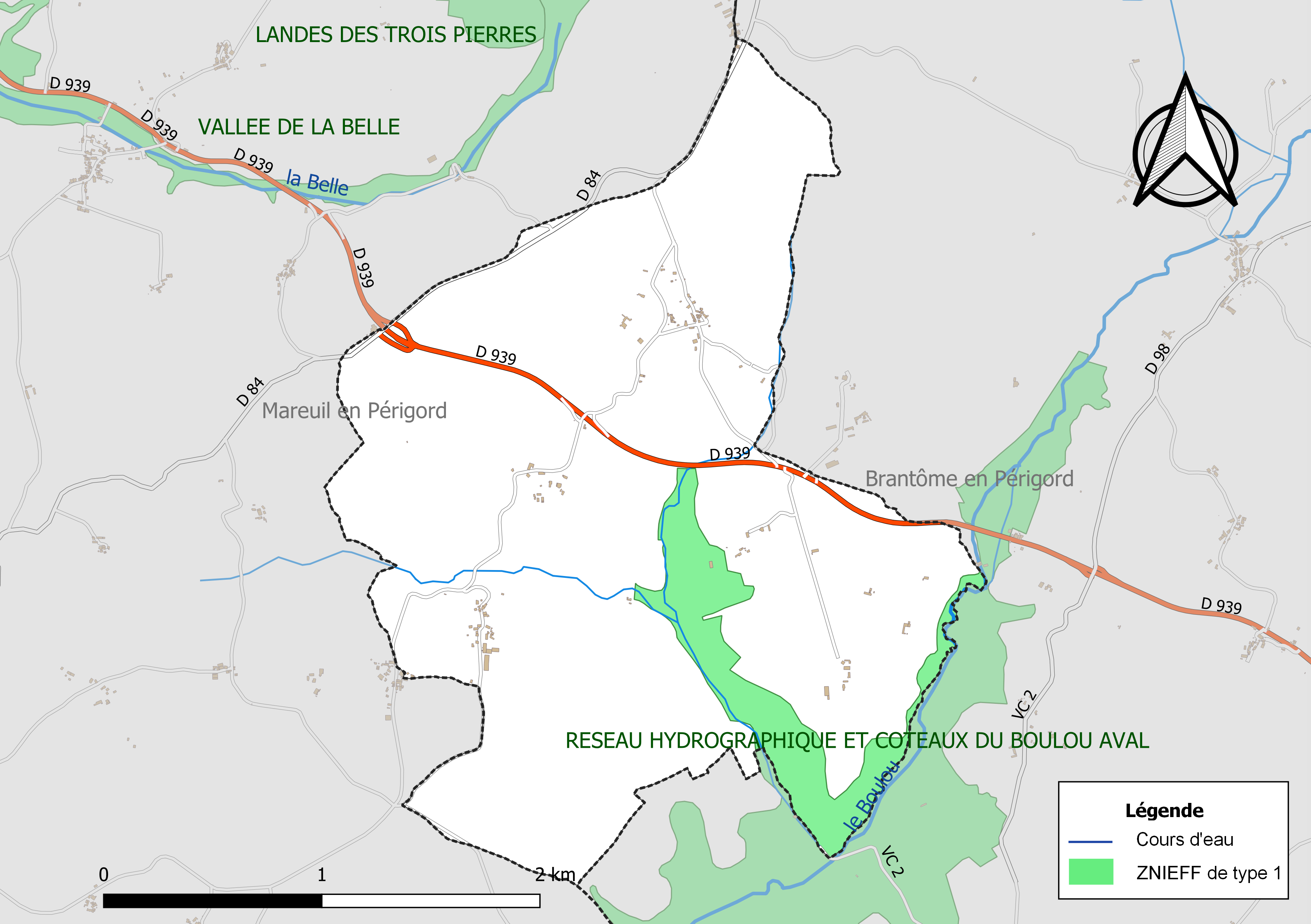
Schutzgebiet des Typus 1 in Saint-Félix-de-Bourdeilles

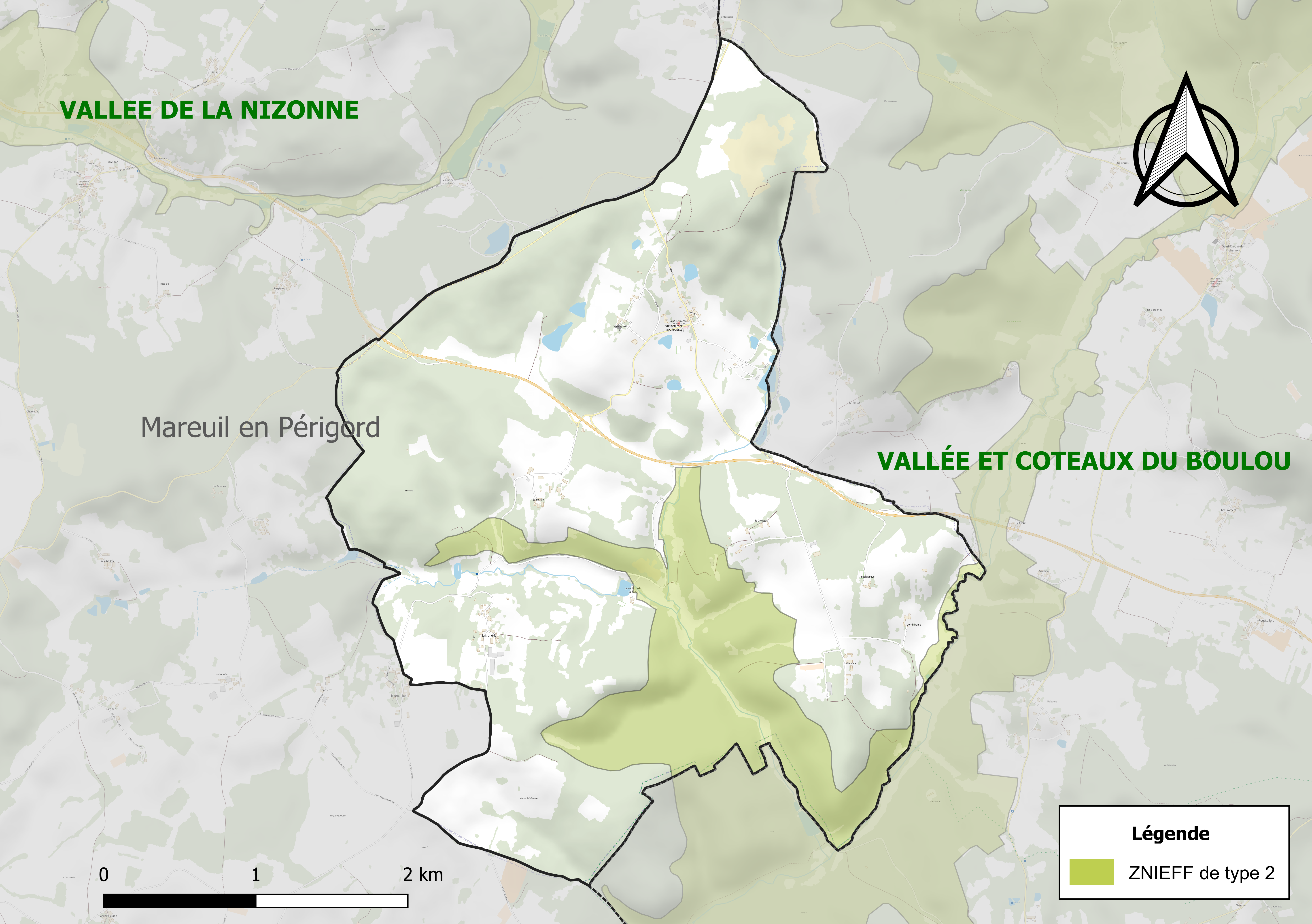
Schutzgebiet des Typus 2 in Saint-Félix-de-Bourdeilles

### Naturpark
Die Gemeinde Saint-Félix-de-Bourdeilles ist seit 1998 ein integraler Bestandteil des Regionalen Naturparks Périgord-Limousin.

### Schutzgebiete
Saint-Félix-de-Bourdeilles weist zwei Schutzgebiete (ZNIEFF – Französisch zone naturelle d'intérêt écologique, faunistique et floristique) auf.

#### Schutzgebiet des Typus 1
Entlang des Boulous erstreckt sich unter der Bezeichnung Réseau hydrographique et coteaux du Boulou amont (Entwässerungsnetz und Hanglagen am talaufwärtigen Boulou) ein Schutzgebiet des Typus 1. Unter Schutz stehen der Flusslauf, sein rechtsseitiges Seitental Ruisseau le Jallieu mit Ruisseau la Paulette sowie die anliegenden Wiesen.
Für dieses Schutzgebiet sind 31 Arten ausschlaggebend, darunter
- die 10 Insektenarten Helm-Azurjungfer (Coenagrion mercuriale), Südlicher Kurzgeschwänzter Bläuling (Cupido alcetas), Quendel-Ameisenbläuling (Phengaris arion), Zweigestreifte Quelljungfer (Cordulegaster boltonii), Großer Feuerfalter (Lycaena dispar), Skabiosen-Scheckenfalter (Euphydryas aurinia), Gemeine Keiljungfer (Gomphus vulgatissimus), Fleckenbindiger Halsbock (Pachytodes erraticus), Große Zangenlibelle (Onychogomphus uncatus) und Kleiner Schillerfalter (Apatura ilia)
- 7 Säugetierarten (davon 4 Fledermausarten), hierunter Kleinfleck-Ginsterkatze (Genetta genetta), Fischotter (Lutra lutra) und Europäischer Nerz (Mustela lutreola) sowie die Fledermäuse Große Hufeisennase (Rhinolophus ferrumequinum), Großer Abendsegler (Nyctalus noctula), Kleine Hufeisennase (Rhinolophus hipposideros) und Bechsteinfledermaus (Myotis bechsteinii)
- die 7 Vogelarten Wasseramsel (Cinclus cinclus), Wanderfalke (Falco peregrinus), Waldohreule (Asio otus), Steinsperling (Petronia petronia), Mittelspecht (Leiopicus medius), Schwarzspecht (Dryocopus martius) und Hohltaube (Columba oenas)
- die 6 Amphibienarten Gemeine Geburtshelferkröte (Alytes obstetricans), Grasfrosch (Rana temporaria), Westlicher Schlammtaucher (Pelodytes punctatus), Europäischer Laubfrosch (Hyla arborea), Gelbbauchunke (Bombina variegata) und Marmormolch (Triturus marmoratus)
- die Schildkrötenart Europäische Sumpfschildkröte (Emys orbicularis).

Charakteristisch sind außerdem die beiden Pflanzenarten Herbstzeitlose (Colchicum autumnale) und Schachblume (Fritillaria meleagris).
Daneben werden aber noch weitere zahlreiche Tier- und Pflanzenarten rezensiert, darunter 6 Amphibien-, 6 Reptilien-, 79 Vogel-, 233 Insekten- und 10 Pflanzenarten.

#### Schutzgebiet des Typus 2
Unter dem Titel Vallée et coteaux du Boulou (Tal und Hanglagen des Boulous) besteht ein Schutzgebiet des Typus 2. Es folgt im Wesentlichen dem Schutzgebiet des Typus 1, ist aber etwas ausgedehnter, insbesondere im Tal des Ruisseau le Jallieu. Dieses Schutzgebiet folgt praktisch dem gesamten Flusslauf des Boulous – von seiner Quelle bis 200 Meter vor seiner Mündung in die Dronne. Es zeichnet sich durch eine außergewöhnliche Vielfalt an Insektenarten aus – insbesondere an Schmetterlingen und Libellen.

## Bevölkerungsentwicklung
| Jahr | Einwohner |  |
| 1962 | 105       |  |
| 1968 | 85        |  |
| 1975 | 85        |  |
| 1982 | 61        |  |
| 1990 | 53        |  |
| 1999 | 58        |  |
| 2006 | 70        |  |
| 2007 | 72        |  |
| 2012 | 70        |  |
| 2016 | 65        |  |
| 2017 | 62        |  |
| 2019 | 65        |  |

Quelle: INSEE
Die Bevölkerung in der Gemeinde Saint-Félix-de-Bourdeilles war von 1962 bis 1990 rückläufig. Sie hatte aber danach einen Aufwärtstrend zu verzeichnen.

## Wirtschaft

### Beschäftigung
Im Jahr 2015 betrug die erwerbsfähige Bevölkerung zwischen 15 und 64 Jahren 29 Personen (43,3 % der Gesamtbevölkerung). Als arbeitslos waren 6 Personen gemeldet, die Arbeitslosigkeit betrug somit 22,2 % – ein Anstieg gegenüber 4 Personen im Jahr 2010.

### Unternehmen
Am 31. Dezember 2015 waren in der Gemeinde Saint-Félix-de-Bourdeilles 7 Unternehmen angesiedelt, davon 2 in Handel, Transport und Dienstleistungen, 2 im Baugewerbe, 2 in Landwirtschaft, Forst oder Fischerei und 1 in Verwaltung, Bildung, Gesundheit oder Sozialhilfe.

## Sehenswürdigkeiten
- romanische Kirche Saint-Félix
- Schloss Mondevit (oder Mondevys) aus dem 16. und 18. Jahrhundert
- Herrenhaus La Cotencie aus dem 17. Jahrhundert

## Photogalerie

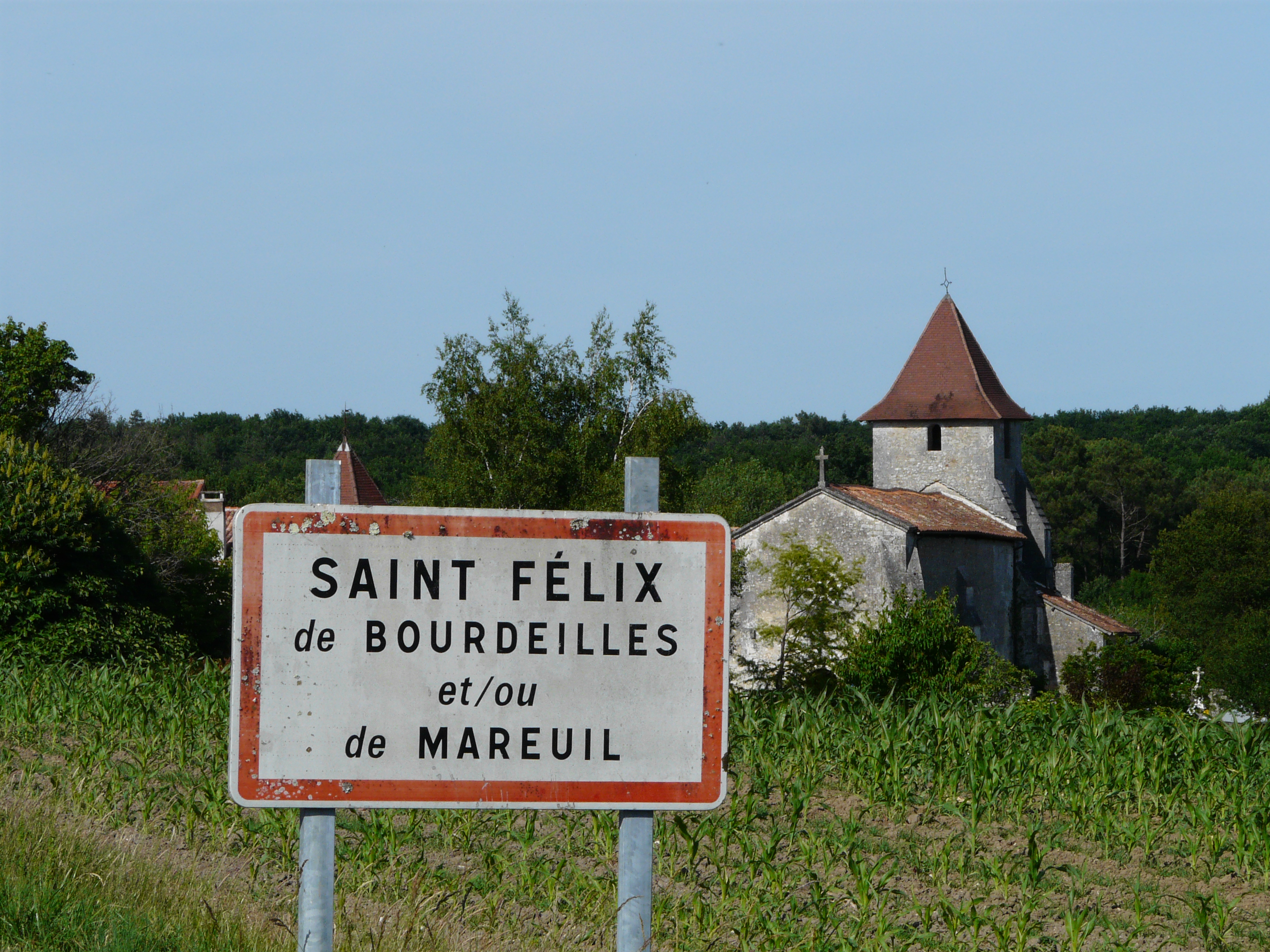
Altes einsprachiges Ortsschild vor dem Ortskern
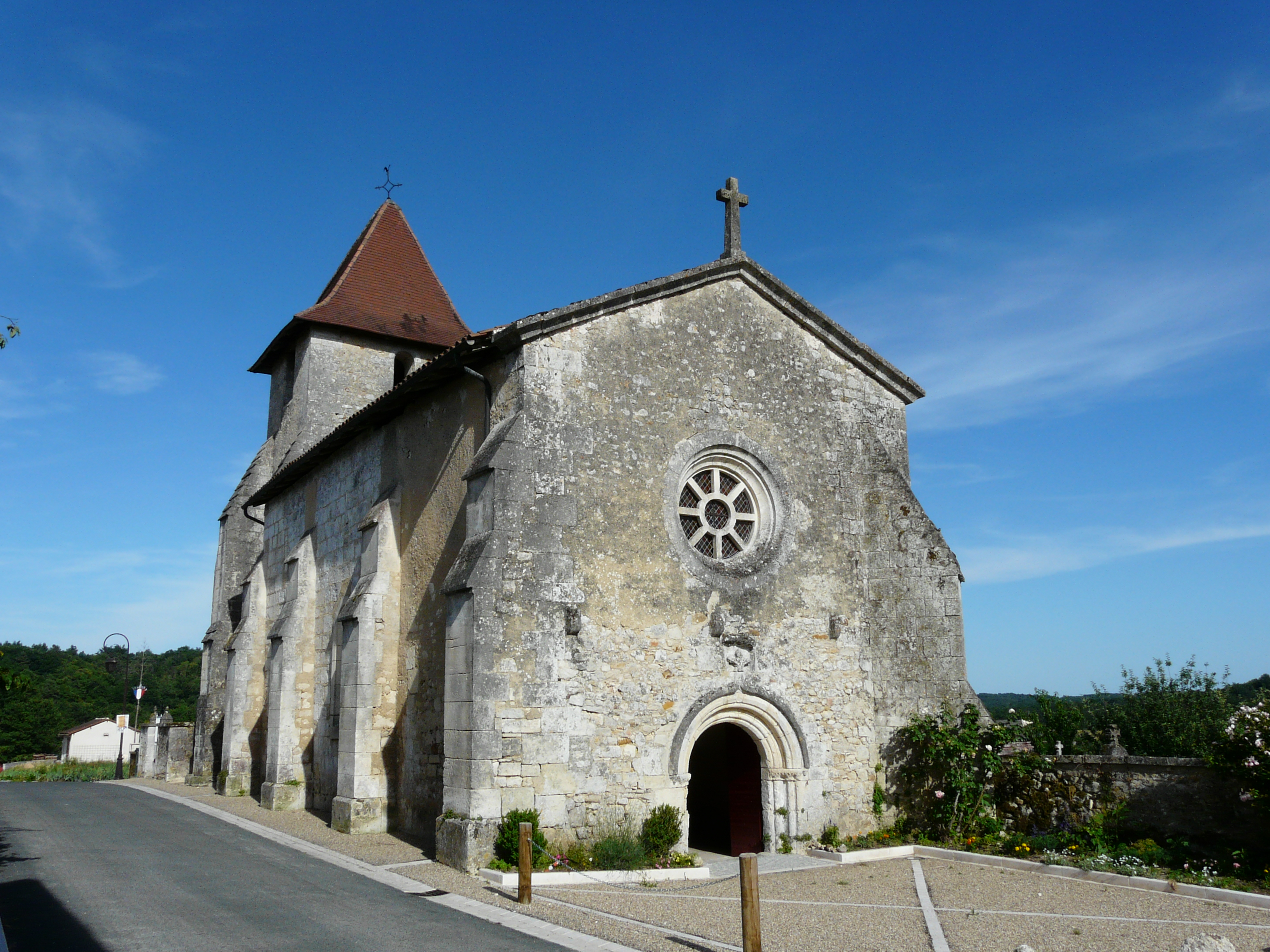
Romanische Ortskirche Saint-Félix
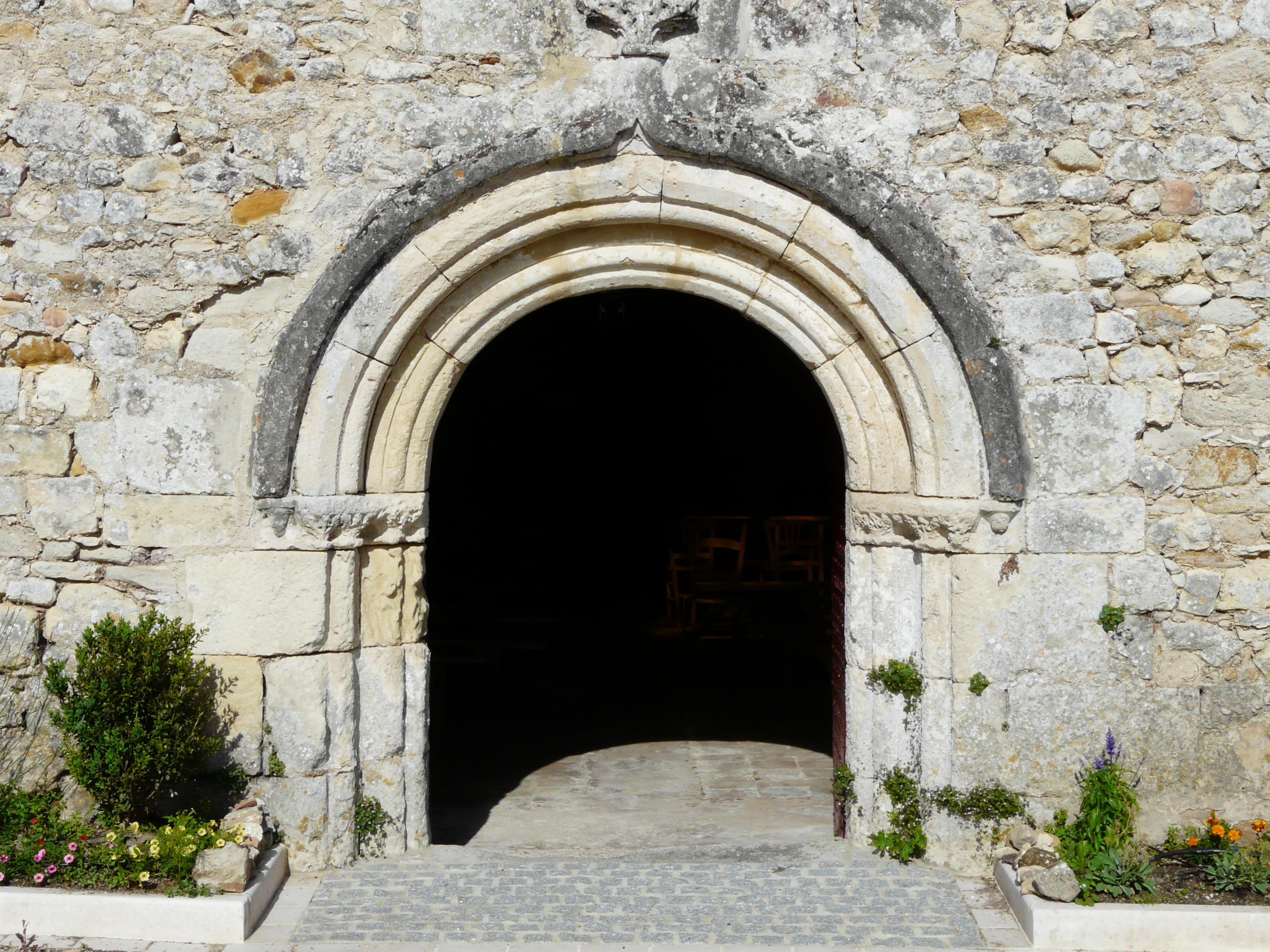
Eingangsportal von Saint-Félix
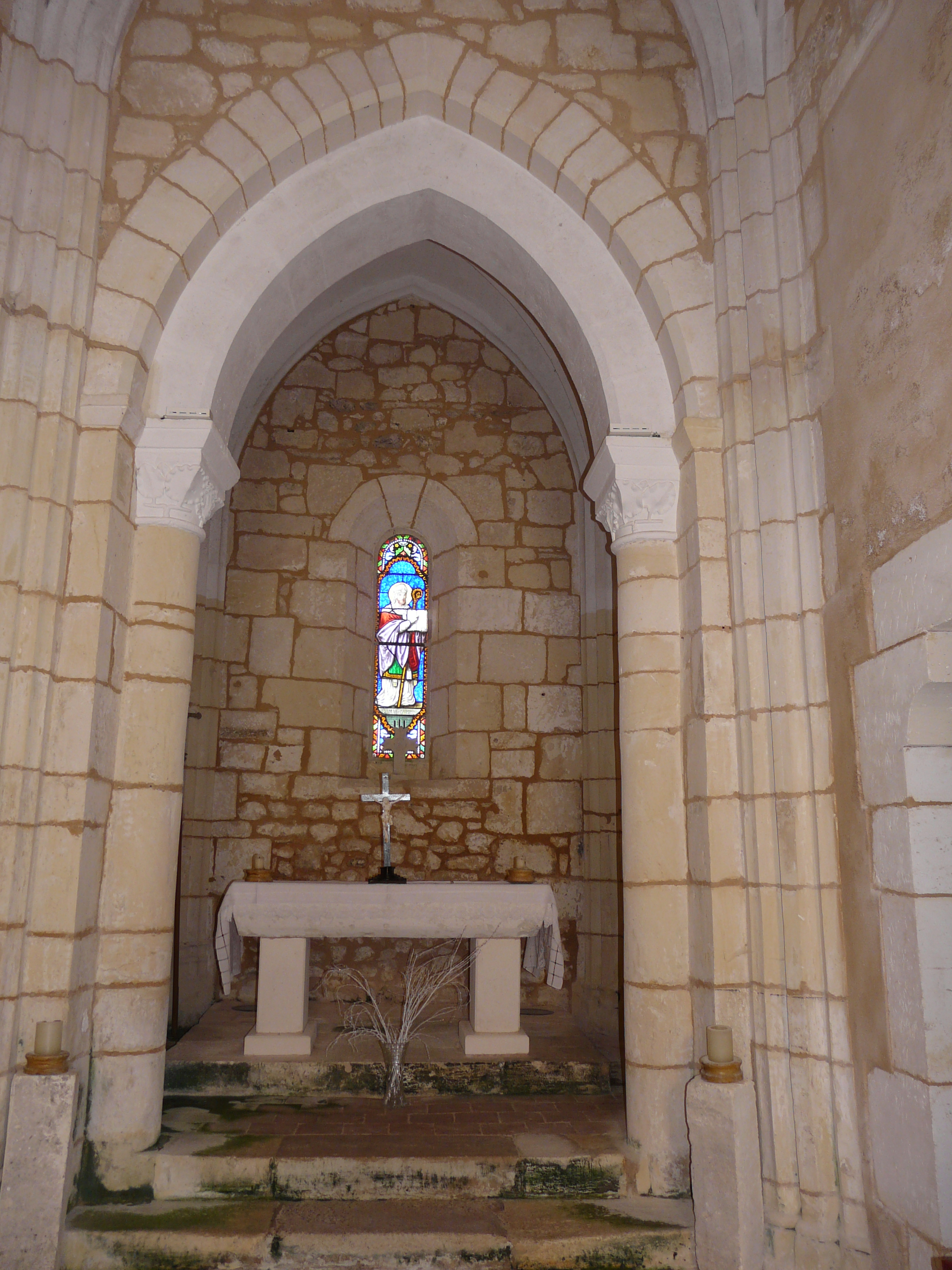
Chorraum mit Altar
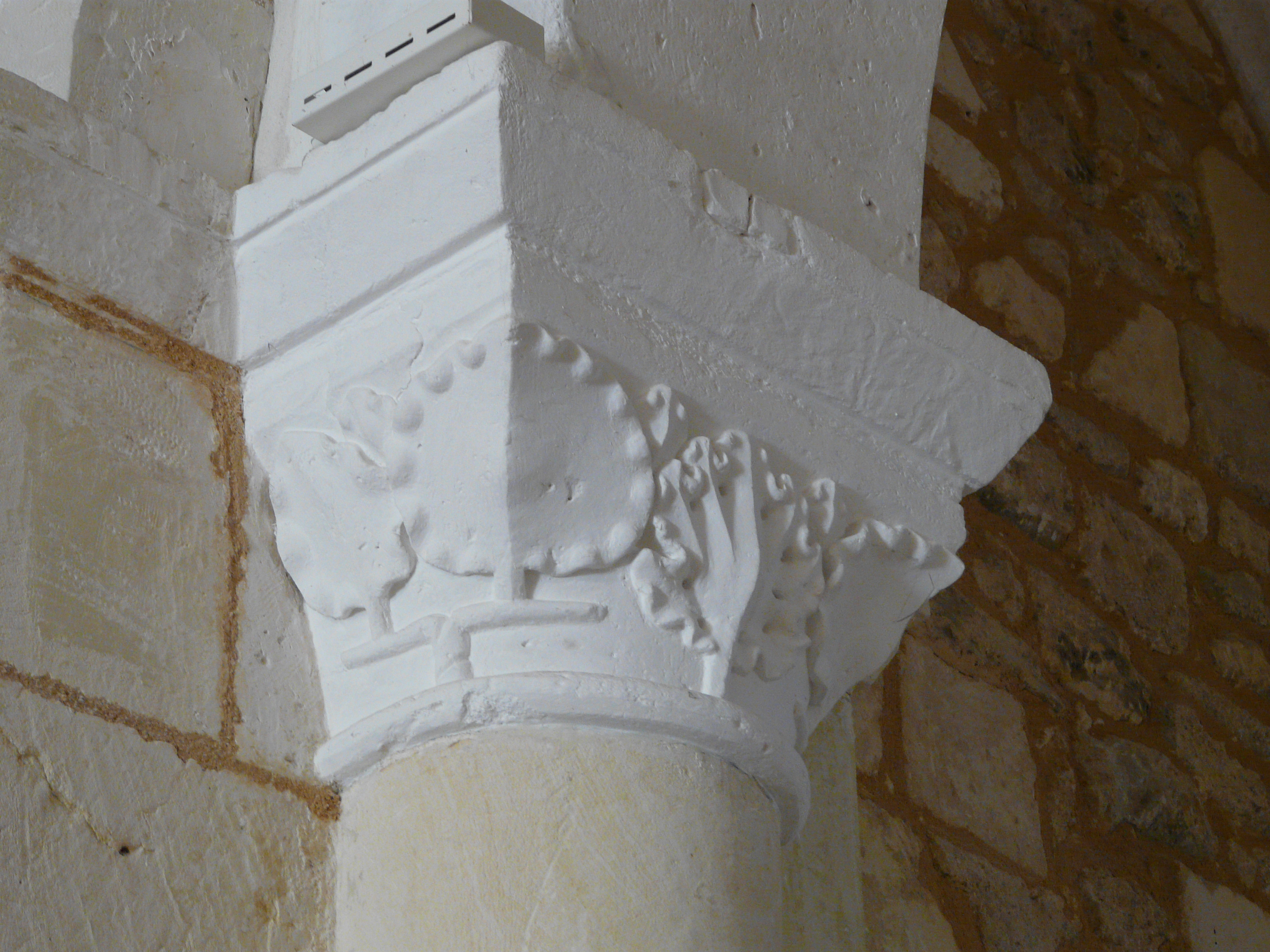
Kapitel in Saint-Félix
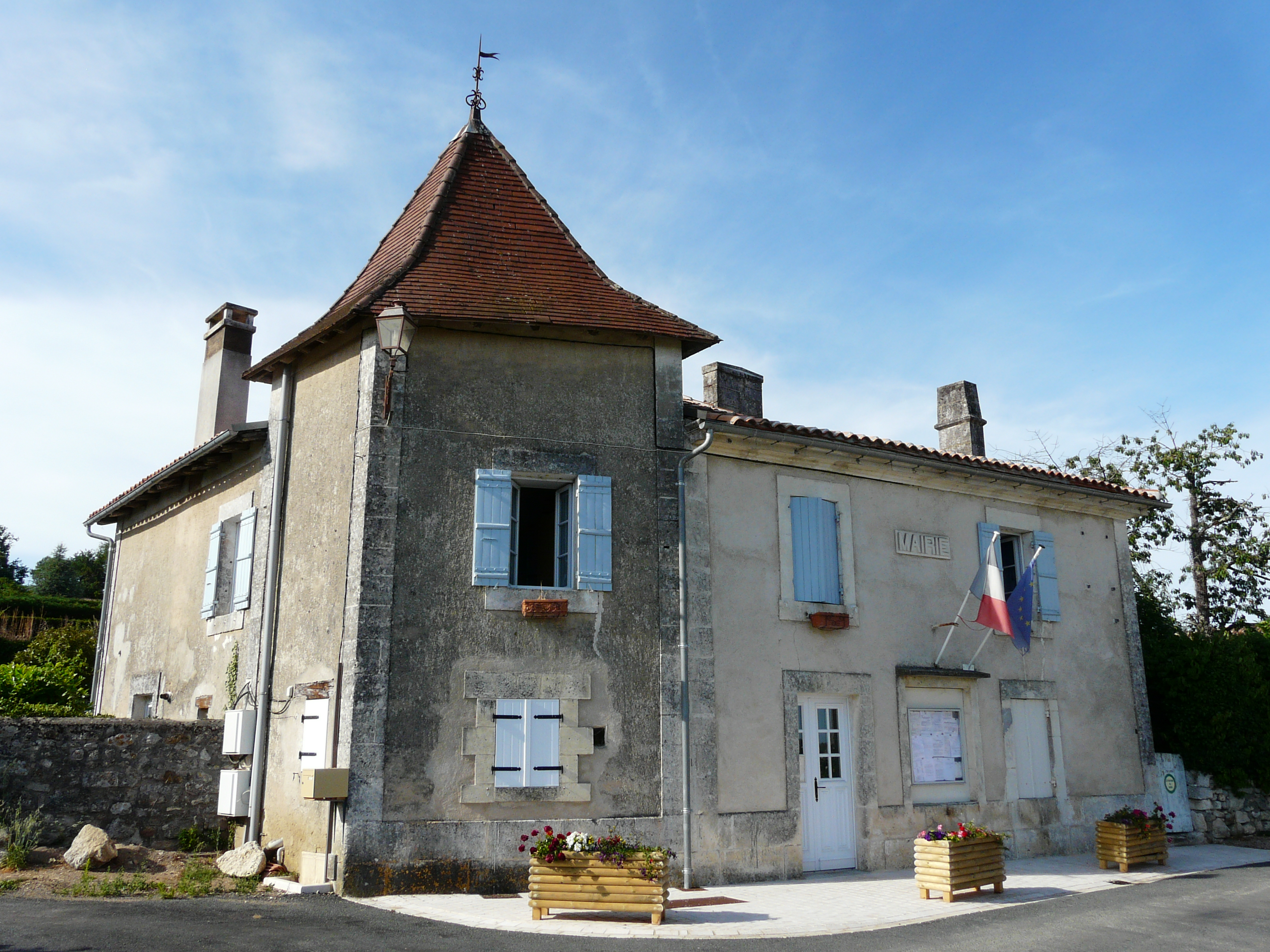
Rathaus von Saint-Félix-de-Bourdeilles
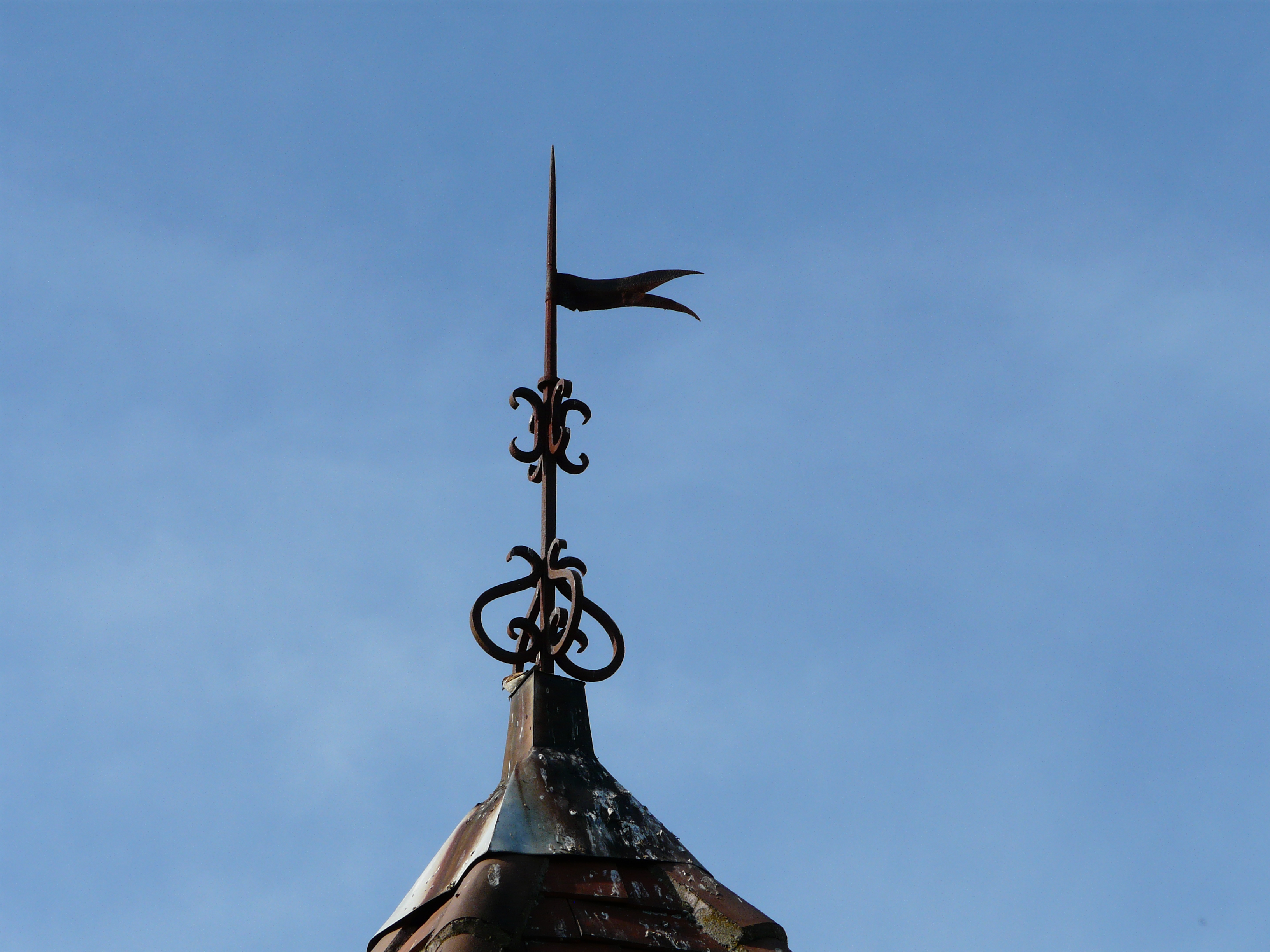
Firstblume auf dem Rathaus